# Оболенский, Федор Юрьевич Глазатый
Фёдор Юрьевич Оболенский по прозванию Глазатый — князь, голова и воевода во времена правления Ивана IV Васильевича Грозного.
Сын князя Юрия Константиновича Оболенского Глазатого.

## Биография
Числился по Новгороду в Деревской пятине, Пиросского погоста, во 2-й статье (1550). Пожалован в московские дворяне (1550). Второй воевода Сторожевого полка в походе для усмирения Луговой Черемисы и мордвы (сентябрь 1554). Голова Сторожевого полка воеводы Михаила Морозова в походе на Ливонию (1559).
Владел поместьями в Вяземском уезде: деревни Петрово (Волоченка), Омосово (Докунино), Масалаево и починок Сенкин.